# Port lotniczy Parintins
Port lotniczy Parintins (IATA: PIN, ICAO: SWPI) – port lotniczy położony w Parintins, w stanie Amazonas, w Brazylii.